# Fort Greely (Alaska)
Fort Greely ist ein census-designated place (CDP) in der Southeast Fairbanks Census Area in Alaska in den Vereinigten Staaten. Das U.S. Census Bureau hatte bei der Volkszählung 2020 eine Einwohnerzahl von 309 ermittelt.

## Geographie
Fort Greely liegt auf einer Höhe von 405 m im Tanana Valley nördlich der Alaskakette zwischen den beiden Flüssen Delta River im Westen und Jarvis Creek im Osten. Das 28,56 km² große CDP-Gebiet umfasst das Militärgelände Fort Greely der United States Army. Der Richardson Highway (Alaska Route 4) verläuft entlang der westlichen CDP-Grenze. Nördlich des Fort Greely CDP befindet sich die City of Delta Junction.

## Geschichte
Fort Greely wird seit dem Zensus 1980 als ein census-designated place geführt.

## Demografie
Zum Zeitpunkt der Volkszählung im Jahre 2020 (U.S. Census 2020) hatte Fort Greely CDP 309 Einwohner auf einer Landfläche von 28,56 km². Von den Einwohnern waren 204 Weiße, 5 afrikanisch-amerikanischer, 5 amerikanisch-indianischer Abstammung sowie 9 Asiaten.
Beim Census im Jahr 2000 wurden 461 Einwohner gezählt, 2010 waren es 539.